# Puccinia eragrostidis
Puccinia eragrostidis ist eine Ständerpilzart aus der Ordnung der Rostpilze (Pucciniales). Der Pilz ist ein Endoparasit von Eragrostis-Süßgräsern. Symptome des Befalls durch die Art sind Rostflecken und Pusteln auf den Blattoberflächen der Wirtspflanzen. Sie kommt in Süd- und Ostasien vor.

## Merkmale

### Makroskopische Merkmale
Puccinia eragrostidis ist mit bloßem Auge nur anhand der auf der Oberfläche des Wirtes hervortretenden Sporenlager zu erkennen. Sie wachsen in Nestern, die als gelbliche bis braune Flecken und Pusteln auf den Blattoberflächen erscheinen.

### Mikroskopische Merkmale
Das Myzel von Puccinia eragrostidis wächst wie bei allen Puccinia-Arten interzellulär und bildet Saugfäden, die in das Speichergewebe des Wirtes wachsen. Aecien oder Spermogonien der Art sind nicht bekannt. Die gelben bis orangen Uredien des Pilzes wachsen beid- oder überwiegend unterseitig auf den Wirtsblättern. Ihre hellgelben bis hyalinen Uredosporen sind 20–25 × 18–20 µm groß, breitellipsoid bis breit eiförmig und fein stachelwarzig. Die beidseitig wachsenden Telien der Art sind schwarzbraun, kompakt und früh offenliegend. Die haselnussbraunen Teliosporen sind zweizellig, ellipsoid bis breitellipsoid und 30–38 × 19–22 µm groß. Ihre Stiele sind gelblich bis farblos und bis zu 130 µm lang.

## Verbreitung
Das bekannte Verbreitungsgebiet von Puccinia eragrostidis umfasst den Indischen Subkontinent und China.

## Ökologie
Die Wirtspflanzen von Puccinia eragrostidis sind verschiedene Eragrostis-Arten. Der Pilz ernährt sich von den im Speichergewebe der Pflanzen vorhandenen Nährstoffen, seine Sporenlager brechen später durch die Blattoberfläche und setzen Sporen frei. Die Art verfügt über einen Entwicklungszyklus, von dem bislang lediglich Telien und Uredien sowie deren Wirt bekannt sind; Spermogonien und Aecien konnten dem Pilz nicht zugeordnet werden.